# Центральный дом туриста
Гостиница «Аструс» (также известна как Центральный Дом Туриста) — одно из первых высотных зданий на юго-западе Москвы, расположено на Ленинском проспекте, дом 146. Гостиница построена в 1972—1980 годах по проекту архитектора Всеволода Кузьмина.
С 2007 года была на реконструкции, в 2009-м её открыли под названием «Аструс». Новые совладельцы гостиницы — С. А. Михайлов и В. С. Аверин.

## Описание
Здание высотой 138 метров имеет 33 этажа, вместимость — 534 номера соответствующих категории A (четыре звезды), кроме того включает семь ресторанов, фитнес-центр, круглосуточный СПА-салон, стоянку, четыре конференц-зала.
.
Гостиница расположена в 16 км от аэропорта Внуково. Ближайший вокзал рядом с гостиницей — Киевский. Ближайшее метро Юго-Западная.
С начала 2018 года производится активное обновление номеров.

## История

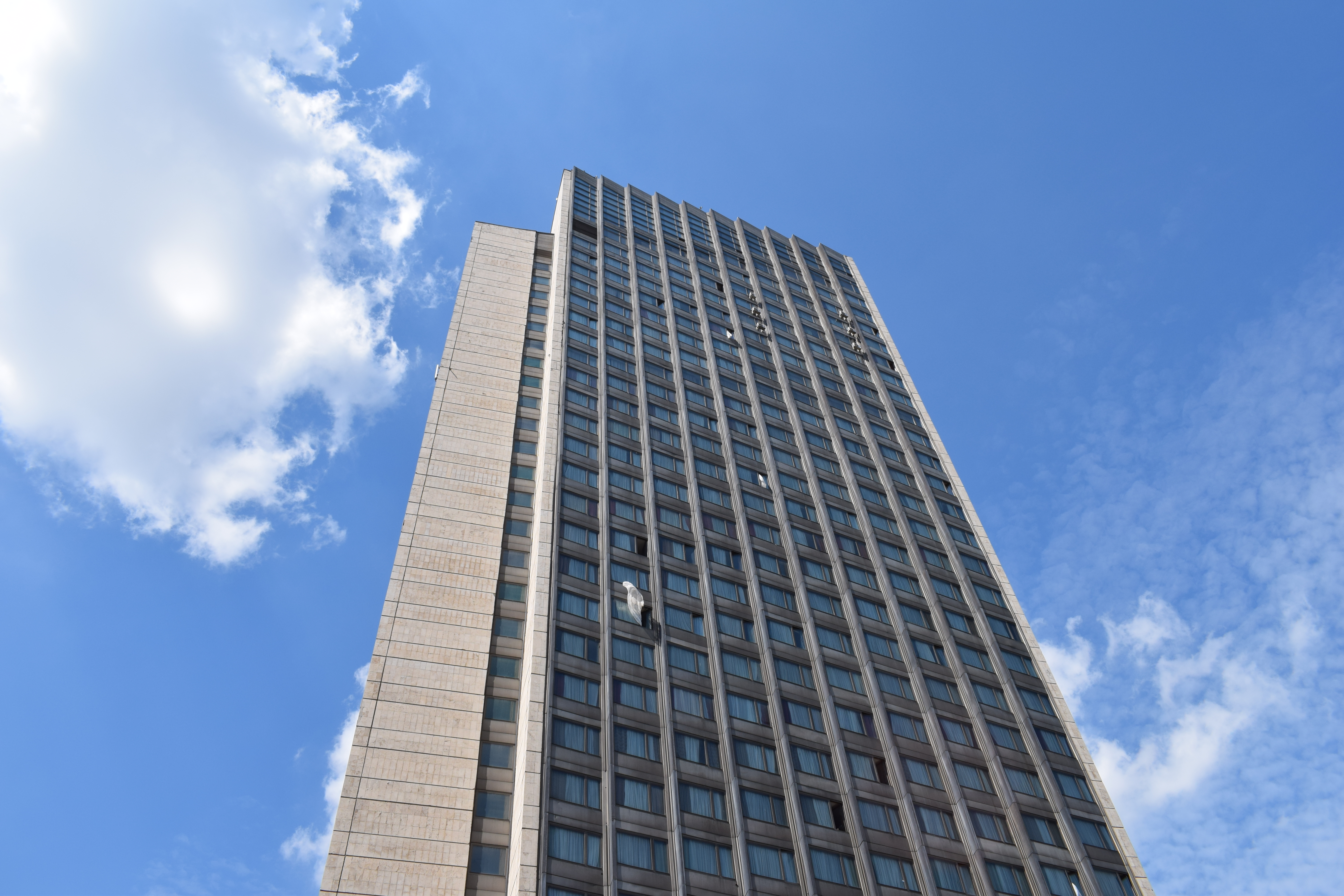
Центральный Дом Туриста, 2017 г.

Центральный Дом Туриста был построен в 1980 году по заказу Всесоюзного центрального совета профессиональных союзов (ВЦСПС) и Центрального совета по туризму и экскурсиям. Строительство длилось восемь лет из-за высокой сложности проекта, который разработали архитекторы Всеволод Кузьмин, Евгений Горкин, Нина Нилова, Екатерина Зорина, Виктор Колесник, А. Колчин и А. Тяблин.
Открытие гостиницы, приуроченное к московской летней Олимпиаде, состоялось в 1980 году. В гостинице разместили зарубежных туристов, прибывших в столицу, а также обслуживали официальные мероприятия и делегации. В 1990-е приток туристов сократился и гостиницу переориентировали в бизнес-гостиницу среднего класса. 17 июля 1992 года бывшая ВЦСПС передала Федерации независимых профсоюзов России в собственность 690 туристско-экскурсионных объектов, в том числе и Центральный Дом Туриста, который принадлежал федерации до 2007 года.
В 2007—2009 годах в гостинице провели реконструкцию: обновили и расширили номерной фонд, отремонтировали часть холла, один из четырёх ресторанов, три конференц-зала, заменили лифты, обновили кондитерский цех, в гостиницу пригласили шеф-повара сети гостиниц Holiday Inn. В 2009 году бывший Центральный Дом Туриста открылся под названием «Аструс» — «новая звезда».
В 2010 году в гостинице произошёл инцидент — ночью 9 декабря с крыши здания спрыгнул парашютист, но зацепился куполом за провода и повис.
Центральный дом туриста изначально строился с возможностью проводить мероприятия. Так, в мае 1986 года в его концертном зале состоялся первый официальный рок-фестиваль в Москве — «Рок-панорама-86». В апреле 1999 года в гостинице проходили выставки «Евромонитор» и «Рынок информации». В октябре 2010-го была проведена научно-техническая конференция «Микротехнологии в космосе», на которой присутствовал Юрий Урличич, генеральный конструктор ГЛОНАСС.
В декабре 2018 года гостинице «Аструс» было присвоено четыре звезды, соответствующих категории A.

## Награды
- «Хрустальная ладья» — получена в 2009 году в номинации «Лучшая гостиница города Москвы в модернизации инфраструктуры и менеджмента гостиницы»[3].
- «Три звезды» — получена в 2014 году на профессиональной премии «Путеводная звезда»[16].
- Диплом HOTEL AWARDS Moscow 2014 — получен в 2014 году за первое место на конкурсе RUSSIAN HOTEL AWARDS Moscow 2014 в категории «Лучшее соотношение цена-качество».[17]
- Диплом RUSSIAN BUSINESS TRAVEL & MICE AWARD 2014 — получен в 2014 году по результатам открытого голосования отель Аструс – Центральный Дом Туриста стал обладателем премии в категории Лучшая конгрессная гостиница Москвы категории 3*.[18]
- Traveller Review Awards 2020 — получен в 2020 году от Booking.com.
- Best Business Hotel of Moscow Award - получен в 2023 году от Hotel Critics & Bloggers Association & Worldwide Best Hotel.com